# Condado de Ozark
El condado de Ozark (en inglés: Ozark County), fundado en 1841, es uno de 114 condados del estado estadounidense de Misuri. En el año 2008, el condado tenía una población de 9,227 habitantes y una densidad poblacional de 5 personas por km². La sede del condado es Gainesville. El condado recibe su nombre en honor a las Montañas Ozark.

## Geografía
Según la Oficina del Censo, el condado tiene un área total de 1956 km² (755,2 mi²), de la cual 1922 km² (742,1 mi²) es tierra y 33 km² (12,7 mi²) (1.71%) es agua.

### Condados adyacentes
- Condado de Douglas (norte)
- Condado de Howell (este)
- Condado de Fulton, Arkansas (sureste)
- Condado de Baxter, Arkansas (sur)
- Condado de Marion, Arkansas (suroeste)
- Condado de Taney (oeste)

## Demografía
Según la Oficina del Censo en 2000, los ingresos medios por hogar en el condado eran de $26,992, y los ingresos medios por familia eran $33,945. Los hombres tenían unos ingresos medios de $27,476 frente a los $17,358 para las mujeres. La renta per cápita para el condado era de $15,599. Alrededor del 9.00% de la población estaban por debajo del umbral de pobreza.

## Transporte

### Carreteras principales
- U.S. Route 160
- Ruta 5
- Ruta 95
- Ruta 181

## Localidades
| - Almartha - Bakersfield - Brixey - Dora - Dugginsville - Elijah | - Foil - Gainesville - Hammond - Hardenville - Howards Ridge - Isabella | - Longrun - Lutie - Noble - Nottinghill - Ocie - Pontiac | - Rockbridge - Romance - Souder - Sundown - Sycamore - Tecumseh | - Theodosia - Thornfield - Trail - Udall - Wasola - Willhoit | - Zanoni |  |